# سد رهنوسترکوپ
سد رهنوسترکوپ (به لاتین: Rhenosterkop Dam) یک سد در آفریقای جنوبی است که در امپومالانگا واقع شده‌است.